# Lauren Embree
Lauren Embree (Naples, 10 januari 1991) is een tennisspeelster uit de Verenigde Staten van Amerika.
Zij begon op vijfjarige leeftijd met tennis. Haar favoriete ondergrond is gravel. Zij speelt rechtshandig en heeft een enkelhandige backhand.
In 2008 won zij haar eerste titel, op het ITF-toernooi van Wichita (Kansas). In 2013 volgde de tweede, in Fort Worth (Texas).
In 2009 slaagde Embree aan de Lely High School in haar geboorteplaats Naples. In dat jaar kreeg zij ook een wildcard voor Roland Garros.
Zowel in 2013 als in 2014 won zij de dubbelspeltitel op het ITF-toernooi van Redding (Californië).

## Posities op deWTA-ranglijst
Positie per einde seizoen:
| jaar | rang enkelspel | rang dubbelspel |
| ---- | -------------- | --------------- |
| 2014 | 362            | 444             |
| 2013 | 522            | 335             |
| 2012 | 516            | 316             |
| 2011 | 773            | 723             |
| 2009 | 558            | –               |
| 2008 | 667            | 819             |
| 2007 | 894            | –               |

## Resultaten grandslamtoernooien
| Legenda | Legenda                          |
| ------- | -------------------------------- |
| g.t.    | geen toernooi gehouden           |
| l.c.    | lagere categorie                 |
| –       | niet deelgenomen                 |
| G       | uitgeschakeld in de groepsfase   |
| 1R      | uitgeschakeld in de eerste ronde |
| 2R      | uitgeschakeld in de tweede ronde |
| 3R      | uitgeschakeld in de derde ronde  |
| 4R      | uitgeschakeld in de vierde ronde |
| KF      | uitgeschakeld in de kwartfinale  |
| HF      | uitgeschakeld in de halve finale |
| F       | de finale verloren               |
| W       | het toernooi gewonnen            |
| w-v     | winst/verlies-balans             |

### Enkelspel
| Toernooi        | 2009 |
| --------------- | ---- |
| Australian Open | –    |
| Roland Garros   | 1R   |
| Wimbledon       | –    |
| US Open         | –    |